# Бажуково
Бажуково — посёлок Нижнесергинского района Свердловской области России, входит в состав муниципального образования «Нижнесергинское городское поселение».

## География
Посёлок Бажуково входит в состав Нижнесергинского городского поселения Нижнесергинского муниципального района. Посёлок расположен в 16 километрах (по автотрассе в 20 километрах) к югу-юго-западу от города Нижние Серги, на водоразделе реки Серга (правый приток реки Уфа) и левого притока реки Демид. В окрестностях — природный парк Оленьи Ручьи.

### Транспорт
В окрестности посёлка, в 2 километрах к востоку, проходит автотрасса Нижние Серги — Михайловск. В посёлке имеется остановочный пункт Бажуково Свердловской железной дороги.

## История села
Посёлок был основан в 1914 году в связи со строительством железной дороги. Современное название в честь писаря отряда красных, 14-летнего Дмитрия Бажукова, который 15 августа 1918 г. был убит белыми в окрестностях посёлка.

## Население
| 2002 | 2010 | 2021 |
| ---- | ---- | ---- |
| 12   | ↘5   | ↘3   |